# V.League Division 2 (femminile)
La V.League Division 2 è la seconda divisione del campionato giapponese femminile di pallavolo ed è un torneo per club del Giappone posto sotto l'egida della Federazione pallavolistica del Giappone.

## Albo d'oro
| Dal 1969 al 1998 la competizione è denominata Business League      |                          |                          |                            |
| 1969-70 Dettagli                                                   | Fujifilm                 | Sanyo Electric           | NTT Kobe                   |
| 1970-71 Dettagli                                                   | Sanyo Electric           | Fujifilm                 | Nippon Kokan               |
| 1971-72 Dettagli                                                   | Sanyo Electric           | Kurabo Kurashiki         | Nippon Kokan               |
| 1972-73 Dettagli                                                   | Fujifilm                 | Kurabo Kurashiki         | Ishikawajima-Harima Kure   |
| 1973-74 Dettagli                                                   | Kurabo Kurashiki         | Toyobo Moriguchi         | Hisamitsu Pharmaceutical   |
| 1974-75 Dettagli                                                   | Kurabo Kurashiki         | Toyobo Moriguchi         | Sony Osaki                 |
| 1975-76 Dettagli                                                   | Kurabo Kurashiki         | Toyobo Moriguchi         | Yakult Honsha              |
| 1976-77 Dettagli                                                   | Hisamitsu Pharmaceutical | Toyobo Moriguchi         | Hitachi Mobara             |
| 1977-78 Dettagli                                                   | Hisamitsu Pharmaceutical | Yashica                  | Hitachi Mobara             |
| 1978-79 Dettagli                                                   | NEC Corporation          | Sony Osaki               | Hitachi Mobara             |
| 1979-80 Dettagli                                                   | Sanyo Electric           | Hitachi Mobara           | Hisamitsu Pharmaceutical   |
| 1980-81 Dettagli                                                   | Hisamitsu Pharmaceutical | Denden Kinki Kobe        | Ito Yokado                 |
| 1981-82 Dettagli                                                   | Ito Yokado               | Hitachi Mobara           | Sanyo Electric             |
| 1982-83 Dettagli                                                   | Sanyo Electric           | Denden Kinki Kobe        | Fujifilm                   |
| 1983-84 Dettagli                                                   | Hisamitsu Pharmaceutical | Fujifilm                 | Kurabo Kurashiki           |
| 1984-85 Dettagli                                                   | Daiei                    | Kurabo Kurashiki         | Denden Kinki Kobe          |
| 1985-86 Dettagli                                                   | Nippon Denso             | Hitachi Mobara           | Kurabo Kurashiki           |
| 1986-87 Dettagli                                                   | Hisamitsu Pharmaceutical | Toshiba Keihin           | Fujifilm                   |
| 1987-88 Dettagli                                                   | Toshiba Keihin           | Toyobo                   | Fujifilm                   |
| 1988-89 Dettagli                                                   | Toyobo                   | Fujifilm                 | Odakyu                     |
| 1989-90 Dettagli                                                   | Odakyu                   | Hisamitsu Pharmaceutical | Nippon Denso               |
| 1990-91 Dettagli                                                   | Hisamitsu Pharmaceutical | Kurabo                   | Fujifilm                   |
| 1991-92 Dettagli                                                   | Toyobo                   | Kansai NEC               | JT                         |
| 1992-93 Dettagli                                                   | NEC Kansai               | Fujifilm                 | Toshiba                    |
| 1993-94 Dettagli                                                   | Nippon Denso             | Hisamitsu Pharmaceutical | Toshiba                    |
| 1994-95 Dettagli                                                   | Toshiba Seagulls         | Toyobo                   | NEC Kansai                 |
| 1995-96 Dettagli                                                   | Nippon Denso             | JT                       | Asahi Seimei               |
| 1996-97 Dettagli                                                   | Toshiba Seagulls         | Odakyu Juno              | NEC Kansai LakeStars       |
| 1997-98 Dettagli                                                   | Hitachi Sawa Rivale      | Hitachi Belle Fille      | NEC Kansai LakeStars       |
| Dal 1998 al 2006 la competizione è denominata V1 League            |                          |                          |                            |
| 1998-99 Dettagli                                                   | JT Marvelous             | Tohoku Pioneer           | NTT Kansai Kobe            |
| 1999-00 Dettagli                                                   | Tohoku Pioneer           | NTT West Japan           | Mobara Alukas              |
| 2000-01 Dettagli                                                   | Hitachi Sawa Rivale      | Mobara Alukas            | NTT West Japan             |
| 2001-02 Dettagli                                                   | Hitachi Sawa Rivale      | NTT West Japan           | Mobara Alukas              |
| 2002-03 Dettagli                                                   | JT Marvelous             | Mobara Alukas            | Kurobe AquaFairies         |
| 2003-04 Dettagli                                                   | Kurobe AquaFairies       | PFU                      | Toyota Queenseis           |
| 2004-05 Dettagli                                                   | Sanyo Redthor            | Toyota Queenseis         | Kurobe AquaFairies         |
| 2005-06 Dettagli                                                   | Toyota Queenseis         | PFU                      | Sanyo Redthor              |
| Dal 2006 al 2018 la competizione è denominata V.Challenge League   |                          |                          |                            |
| 2006-07 Dettagli                                                   | Sanyo Redthor            | PFU BlueCats             | Ageo Chuo General Hospital |
| 2007-08 Dettagli                                                   | Kenshokai RedHearts      | PFU BlueCats             | Ageo Medics                |
| 2008-09 Dettagli                                                   | PFU BlueCats             | Sanyo Redthor            | Ageo Medics                |
| 2009-10 Dettagli                                                   | Hitachi Sawa Rivale      | Ageo Medics              | Sanyo Redthor              |
| 2010-11 Dettagli                                                   | Ageo Medics              | Hitachi Rivale           | PFU BlueCats               |
| 2011-12 Dettagli                                                   | Hitachi Rivale           | Ageo Medics              | Kurobe AquaFairies         |
| 2012-13 Dettagli                                                   | Ageo Medics              | Hitachi Rivale           | Hiroshima Oilers           |
| 2013-14 Dettagli                                                   | Denso Airybees           | Ageo Medics              | PFU BlueCats               |
| 2014-15 Dettagli                                                   | JT Marvelous             | PFU BlueCats             | Hiroshima Oilers           |
| Dal 2015 al 2018 la competizione è denominata V.Challenge League I |                          |                          |                            |
| 2015-16 Dettagli                                                   | JT Marvelous             | PFU BlueCats             | JA Gifu Rioreina           |
| 2016-17 Dettagli                                                   | Denso Airybees           | Ageo Medics              | Forest Leaves Kumamoto     |
| 2017-18 Dettagli                                                   | Okayama Seagulls         | PFU BlueCats             | Kurobe AquaFairies         |
| Dal 2018 la competizione è denominata V.League Division 2          |                          |                          |                            |
| 2018-19 Dettagli                                                   | Victorina Himeji         | JA Gifu Rioreina         | Gunma Bank Green Wings     |

## Palmarès
| Squadra               | Titolo | Stagione                                             |
| --------------------- | ------ | ---------------------------------------------------- |
| SAGA Springs          | 6      | 1976-77, 1977-78, 1980-81, 1983-84, 1986-87, 1990-91 |
| Denso Airybees        | 5      | 1985-86, 1993-94, 1995-96, 2013-14, 2016-17          |
| Astemo Rivale Ibaraki | 5      | 1997-98, 2000-01, 2001-02, 2009-10, 2011-12          |
| Sanyo Electric        | 4      | 1970-71, 1971-72, 1979-80, 1982-83                   |
| Osaka Marvelous       | 4      | 1998-99, 2002-03, 2014-15, 2015-16                   |
| Kurabo                | 3      | 1973-74, 1974-75, 1975-76                            |
| Toshiba Seagulls      | 3      | 1987-88, 1994-95, 1996-97                            |
| Fujifilm              | 2      | 1969-70, 1972-73                                     |
| Toyobo Orchis         | 2      | 1988-89, 1991-92                                     |
| Sanyo Redthor         | 2      | 2004-05, 2006-07                                     |
| Saitama Ageo Medics   | 2      | 2010-11, 2012-13                                     |
| Red Rockets Kawasaki  | 1      | 1978-79                                              |
| Ito Yokado Priaulx    | 1      | 1981-82                                              |
| Orange Attackers      | 1      | 1984-85                                              |
| Odakyu Juno           | 1      | 1989-90                                              |
| NEC Kansai LakeStars  | 1      | 1992-93                                              |
| Pioneer Red Wings     | 1      | 1999-00                                              |
| Kurobe AquaFairies    | 1      | 2003-04                                              |
| Queenseis Kariya      | 1      | 2005-06                                              |
| Kenshokai RedHearts   | 1      | 2007-08                                              |
| PFU BlueCats Kahoku   | 1      | 2008-09                                              |
| Okayama Seagulls      | 1      | 2017-18                                              |
| Victorina Himeji      | 1      | 2018-19                                              |